# هليلج كثير الثمر

هليلج كثير الثمر (الاسم العلمي:Terminalia myriocarpa) هو نوع نباتي يتبع جنس الهليلج من الفصيلة القمبريطية.